# Майнър Трет
„Майнър Трет“ (на английски: Minor Threat – „Незначителна заплаха“) е легендарна американска хардокор пънк група от столицата Вашингтон през 1980-те години.
Съществувала е между 1980 и 1983 г. Нейни членове са Иън МакКей (вокали), Джеф Нелсън (барабани), Брайън Бейкър (бас/китара), Лайл Преслър (китара) и Стив Хансгън (бас).
Групата се определя като основателите на стрейт-едж движението. Много групи – като американските „Рансид“, „Рейдж Агейнст дъ Мъшин“, „Слейър“, „Пениуайз“, и други, правят техни кавъри или са повлияни от „Майнър Трет“.

## Членове на групата
- Иън МакКей (вокали)
- Джеф Нелсън (барабани)
- Брайън Бейкър (бас/китара)
- Лайл Преслър (китара)
- Стив Хансгън (бас)

## Дискография

### Албуми
- Out of step („Не в крак“) (1983)

### EP-та
- Minor Threat („Майнър Трет“) (1981)
- In My Eyes („В очите ми“) (1981)
- Salad Days („Салатените дни“) (1985)

### Компилации
- Flex Your Head (1982) – Stand Up, 12XU
- 20 Years of Dischord (2002) – Screaming at a Wall, Straight Edge, Understand, "Asshole Dub